# Josep Seguí i Pujol
Josep Seguí i Pujol és un actor sabadellenc conegut pels seus papers en diferents obres teatrals, pel·lícules i sèries de televisió. Va tenir ressò nacional amb una polèmica campanya publicitària de la Regió de Múrcia, en què interpretava un suposat antropòleg anomenat Vladimir Karabatic.
Va entrar al món del teatre a l'edat de deu anys i més tard va passar per la Joventut de la Faràndula i el Grup Palestra. El 1984 va participar en la creació de la companyia El Teatre d'El Sol, amb la qual ha actuat en més de 500 obres. L'any 1999 va aparèixer a la sèrie de TV3 Laberint d'ombres. Més recentment, ha tingut un paper important a les pel·lícules Paintball i Panzer Chocolate. També té interès pels idiomes, cosa que el va dur a fundar l'escola English Tuition Centre a Sabadell, de la qual encara és propietari i professor. A més, parla el català, el castellà, l'anglès, el francès i l'italià. Practica l'esgrima i el cant.